# 善光寺川
善光寺川（ぜんこうじがわ）は、愛知県豊川市を流れる河川。豊川水系の一級河川で、指定上流端は豊川市正岡町西深田。指定区間における流路延長は2.5km、流域面積は3.5km2におよぶ。愛知県の管理下にある。

## 地理
愛知県豊川市の三明寺付近に源を発し、豊川市小坂井町の排水ポンプ場で豊川放水路に合流する。正岡町西深田より上流側は豊川市が管理する準用河川でその区間延長は2.0kmである。流域はもともと田園地帯であり、当河川は主に水田の用排水路としての役割をもつ。

## 流域の施設等
- V・drug豊川東店 - 水源付近の暗渠上
- ひまわり農協 グリーンセンター豊川
- 縄手上公園
- 香月堂
- 豊川青山病院
- 豊川市立天王小学校
- ウェディングスクエア プリエール
- ホームファッションニトリ豊川店
- ヤマダ電機テックランド豊川店
- 五社稲荷社
- 愛知県立小坂井高等学校
- 総合青山病院
- 山本製粉

## 主な橋梁
- 水源（三明寺） - 県道5号間：暗渠で河川指定区間外
- 観音堂橋（豊川市道前田豊川線：駅前通 - 愛知県道394号中条豊橋線間）
- 国道151号交差部：暗渠
- 善光寺橋（豊川市道正岡牛久保線：牛久保駅通南方）
- 柳橋（愛知県道400号豊橋豊川線）
- 善光寺7号橋
- 平飯橋
- 栗穴橋
- 仲堀橋
- 稲荷橋
- 道地橋（国道1号）
- 万石橋（愛知県道496号白鳥豊橋線）